# Stacja Narciarska Soszów w Wiśle

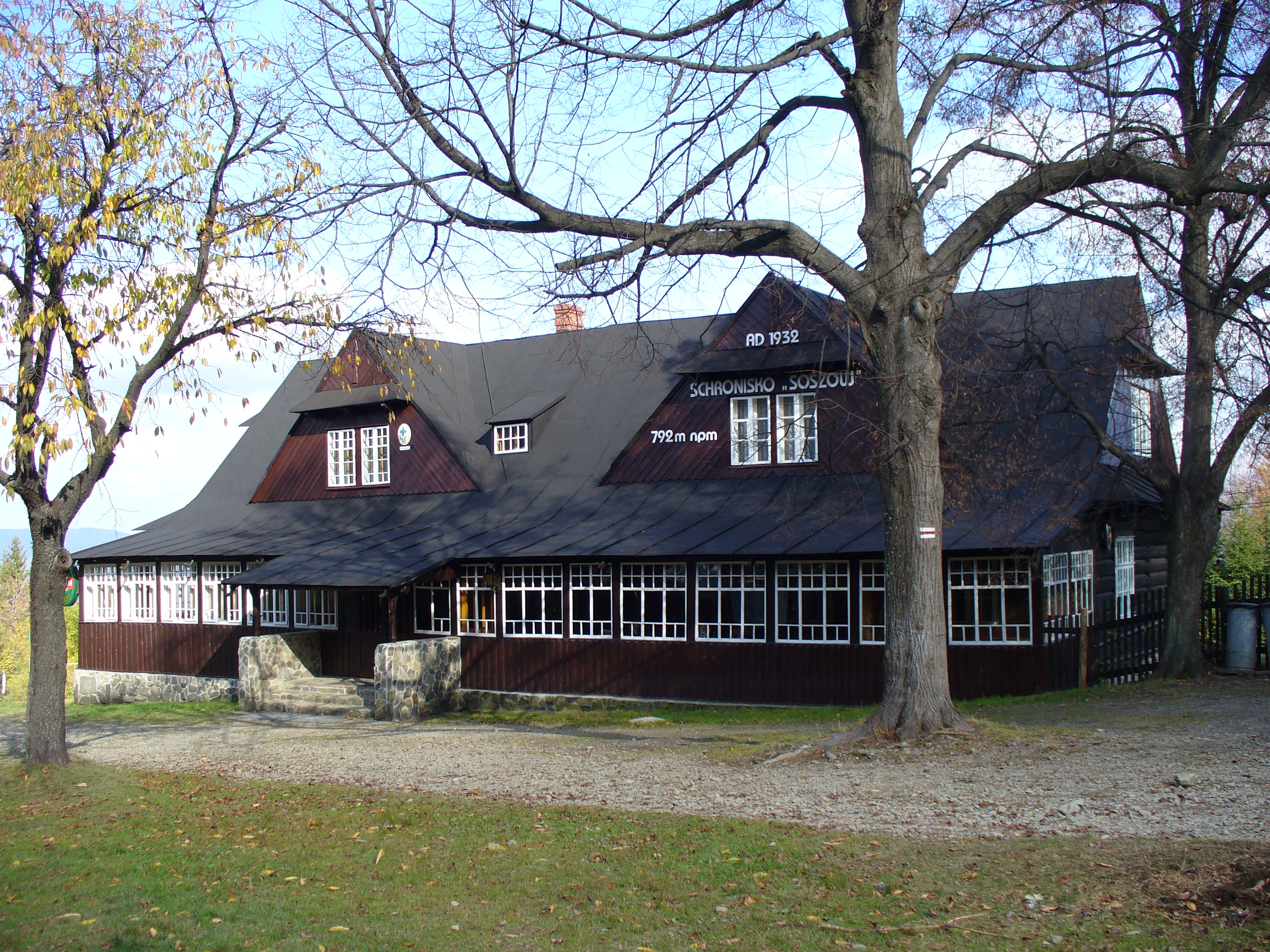
Schronisko pod Soszowem Wielkim

Stacja Narciarska Soszów w Wiśle – ośrodek narciarski położony w pobliżu Wisły (w prostej linii ok. 4 km na zachód od centrum miasta) w Beskidzie Śląskim na północno-wschodnim zboczu Soszowa Wielkiego (886 m n.p.m), zbudowany w latach 80. XX wieku przez Kopalnię Węgla Kamiennego 1 Maja.

## Wyciągi i trasy
W skład kompleksu wchodzą:
- H0 4-osobowy wyciąg krzesełkowy firmy Tatrapoma o długości 815 m, przewyższeniu 183 m i przepustowości 2400 osób na godzinę. Górna stacja kolei linowej znajduje się na wysokości 806 m n.p.m.
- H1 wyciąg orczykowy podwójny o długości 600 m, przewyższeniu 90 m i przepustowości 1250 osób na godzinę
- H2 wyciąg talerzykowy (typu Tatrapoma) o długości 805 m, przewyższeniu 160 m i przepustowości 1100 osób na godzinę
- H3 wyciąg talerzykowy (typu Tatrapoma) o długości 130 m, przewyższeniu 30 m i przepustowości 300 osób na godzinę
- H4 wyciąg talerzykowy (typu Tatrapoma) o długość 230 m, przewyższeniu 40 m i przepustowości 400 osób na godzinę.

Między tymi wyciągami przebiega 6 tras narciarskich:
- 1 czerwona o długości 900 m (wzdłuż wyciągu H0), o średnim nachyleniu 20%
- 2 niebieska o długości 1300 m (łukiem wzdłuż H0), o średnim nachyleniu 14%
- 3 niebieska o długości 1900 m (ze szczytu Soszowa do dolnej stacji wyciągu H0, w górnej części wzdłuż H2), o średnim nachyleniu 15%
- 4 czarny skrót o długości 200 m na trasie 2
- 5 zielona o długości 650 m między 1 a 2–3 w ich dolnej części
- 6 zielona o długości 690 m (wzdłuż H1) o średnim nachyleniu 13%.

Trasy są oświetlone, ratrakowane i dośnieżane.

## Pozostała infrastruktura
Poniżej szczytu Soszowa znajduje się prywatne schronisko turystyczne.
Ponadto na terenie ośrodka do dyspozycji narciarzy i snowboardzistów są:
- kilka punktów gastronomicznych (Zagroda Lepiarzówka, Karczma, Szałas Pod Jaworem, Szałas Pod Lasem)
- serwis narciarski i wypożyczalnia
- szkoła narciarska i przedszkole Nartus.

Stacja jest członkiem Stowarzyszenia Polskie stacje narciarskie i turystyczne.

## Operator
Operatorem i właścicielem stacji jest firma Wagart Warszawa Sp. z o.o. z siedzibą w Katowicach przy ul. Zawiszy Czarnego 2. Prezesem zarządu jest Henryk Marczewski.

## Historia
Budowniczym i pierwszym właścicielem kompleksu była Kopalnia Węgla Kamiennego 1 Maja z Wodzisławia Śląskiego, która postawiła rzadko spotykany łamany wyciąg orczykowy. Początkowo trasy w ogóle nie były oświetlone, jednak z czasem trasę numer 1 od mostka oświetlono, co pozwoliło na szusowanie po zmroku.
Spółka Wagart Warszawa Sp. z o.o została zarejestrowana w KRS w czerwcu 2002 roku. Wyciąg krzesełkowy uruchomiono od sezonu 2008/2009.